# Корита (Мазовецьке воєводство)
Корита (пол. Koryta) — село в Польщі, у гміні Пражмув Пясечинського повіту Мазовецького воєводства.
Населення — 100 осіб (2011).
У 1975—1998 роках село належало до Варшавського воєводства.

## Демографія
Демографічна структура станом на 31 березня 2011 року:
|          | Загалом | Допрацездатний вік | Працездатний вік | Постпрацездатний вік |
| -------- | ------- | ------------------ | ---------------- | -------------------- |
| Чоловіки | 45      | 8                  | 33               | 4                    |
| Жінки    | 55      | 19                 | 27               | 9                    |
| Разом    | 100     | 27                 | 60               | 13                   |